# U.S. Committee for Human Rights in North Korea
L'U.S. Committee for Human Rights in North Korea, renommé ultérieurement Committee for Human Rights in North Korea (ou HRNK, littéralement Comité américain des États-Unis d'Amérique pour les droits humains en Corée du Nord) est un think tank américain dédié à la communication sur les droits de l'homme en Corée du Nord. Cette association comporte de nombreux membres néoconservateurs.
Il a été fondé en octobre 2001 à Washington, sous le gouvernement de George W. Bush, quelques semaines après les attentats du 11 septembre 2001.

## Anciens membres
Au début, le HRNK tente de donner une image non partisane d'expertise sur la Corée du Nord aux États-Unis. Cependant la majorité des membres ont un important passé dans les relations Est-Ouest de la guerre froide qui s'est ensuivie. Parmi les premiers membres du directoire, on peut citer Chuck Downs, Nicholas Eberstadt (en) (de l'American Enterprise Institute, think tank conservateur américain), Carl Gershman (en) (président du National Endowment for Democracy), Morton I. Abramowitz (en) (ancien président du think-tank Carnegie Endowment for International Peace), et Samantha Power (une des personnalités du gouvernement de Barack Obama ayant appuyé l'intervention militaire de 2011 en Libye,,.) 
Parmi les personnes figurant aux sièges du directoire, on peut citer des représentants des États-Unis, comme Stephen J. Solarz (en) (co-sponsor de la guerre du Golfe de 1991) et l'ambassadeur James R. Lilley (en) (Agent de la CIA pendant 30 ans en Asie, a travaillé au Laos pour détruire la rébellion communiste et a aidé à l'infiltration d'un certain nombre d'agents de la CIA en Chine,,. Il était également membre du gouvernement néo-conservateur de Ronald Reagan), par lequel le North Korean Human Rights Act de 2001 a été nommé. Solarz, un ancien membre du congrès du parti démocrate de New York, était surnommé le « Marco Polo du Congrès » pour sa longue implication dans les affaires étrangères et ses voyages en Asie. Plus notablement, il a été le premier politicien américain à rencontrer Kim Il-sung. Lilley était, personnellement, un proche de l'ancien président néoconservateur George H. W. Bush et a été ambassadeur de la République de Corée (Corée du Sud)  et de la République populaire de Chine (Chine continentale).